# تک‌پر
تک‌پرها (به انگلیسی: Solitaire) پرنده‌های متوسط و عمدتاً حشره‌خوار در سردهٔ Myadestes, Cichlopsis و Entomodestes از خانواده توکایان هستند.

## فهرست گونه‌ها
تک‌پرها دربرگیرندهٔ توکاها در سه سردهٔ "Solitaire" نامیده می‌شوند:
- سردهٔ Myadestes دوازده گونه، از جمله یک گونه که اکنون منقرض شده است، در هاوایی، قاره آمریکا و دریای کارائیب یافت می‌شوند:
  - توکای هاوایی، Myadestes obscurus
  -  تک‌پر کامئو، Myadestes myadestinus
  - تک‌پر اولومائو، Myadestes lanaiensis
  - Puaiohi , Myadestes palmeri
  - تک‌پر تاونسند، Myadestes townsendi
  - تک‌پر پشت‌قهوه‌ای، Myadestes occidentalis
  - تک‌پر کوبایی، Myadestes elisabeth
  - تک‌پر گلوحنایی، Myadestes genibarbis
  - تک‌پر رخ‌سیاه، Myadestes melanops
  - تک‌پر گونه‌گون، Myadestes coloratus
  - تک‌پر آندی، Myadestes ralloides
  - تک‌پر توسی‌رنگ، Myadestes unicolor
- سردهٔ تک‌پر حنایی-قهوه‌ای: یک گونه، یافت‌شده در آمریکای جنوبی
  - تک‌پر حنایی-قهوه‌ای، Cichlopsis leucogenys
- سردهٔ تک‌پرهای سرسیاه (Entomodestes): دو گونه، یافت‌شده در آمریکای جنوبی
  - تک‌پر گوش‌سفید، Entomodestes leucotis
  - تک‌پر سیاه، Entomodestes coracinus